# ガブリエル・フォン・マックス
ガブリエル・フォン・マックス（Gabriel Cornelius Ritter von Max、1840年8月23日 - 1915年11月24日）はプラハ生まれの画家である。主にミュンヘンで活動した。

## 略歴
当時オーストリア帝国に属したプラハで生まれた。父親は、ボヘミアのSloup v Čechách出身の有名な彫刻家、ヨーゼフ・マックス(Joseph Max または Josef Max)である。父親から美術を学んだ後、15歳から3年間、プラハの美術アカデミーでエドゥアルト・フォン・エンゲルトに学んだ。1858年にエンゲルトの推薦で、ウィーン美術アカデミーに入学した。ウィーンで1861年まで、カール・フォン・ブラース、カール・マイヤー(Karl Mayer)、クリスティアン・ルーベン、カール・ヴュルツィンガーに学んだ。1863年にミュンヘンに移り、ミュンヘン美術院でカール・フォン・ピロティの学生となった。1867年までミュンヘン美術院で学び、ハンス・マカルトやフランツ・デフレガーと共に学びフランツ・フォン・レンバッハとも親しくなった。
1873年にミュンヘンで結婚し、2人の息子と1人の娘が生まれた。1878年にミュンヘン美術院の歴史画の教授に任じられたが、1883年に教授を辞め、ドイツ神智学協会（Theosophische Societät Germania、略称 Loge Germania）に参加した。1900年に貴族に叙せられた。
人類学にも興味を持ち、先史時代の人骨化石などの人類学標本の大規模なコレクターでもあった。このコレクションは現在、マンハイムのライス・エンゲルホルン博物館に収蔵されている。自宅でサルの家族を飼育し、多くのサルの絵を残したことでも知られる。

## 作品

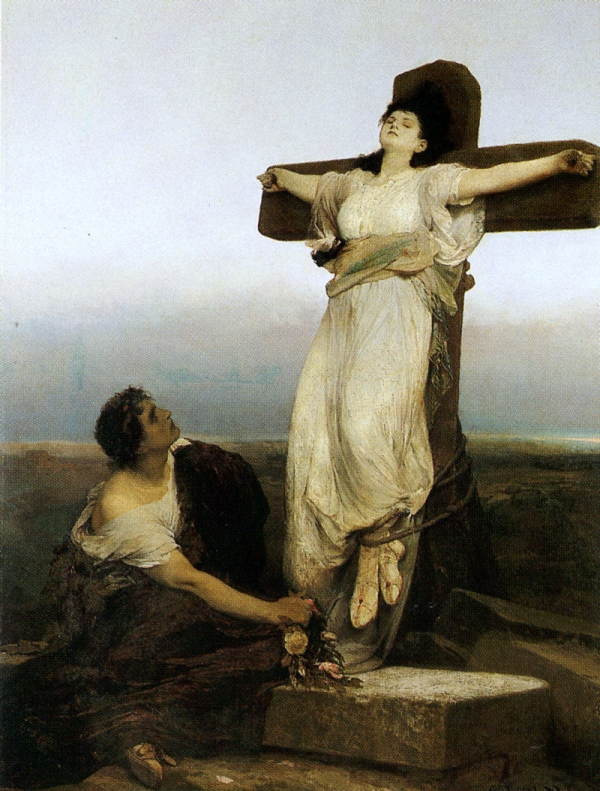
コルシカのジューリア (1866)
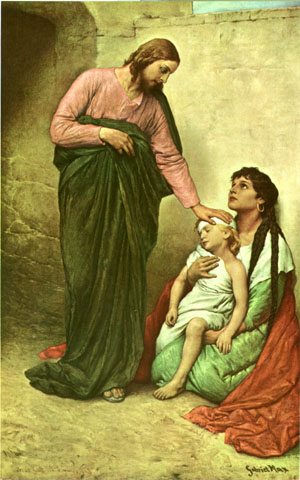
病を癒すイエス
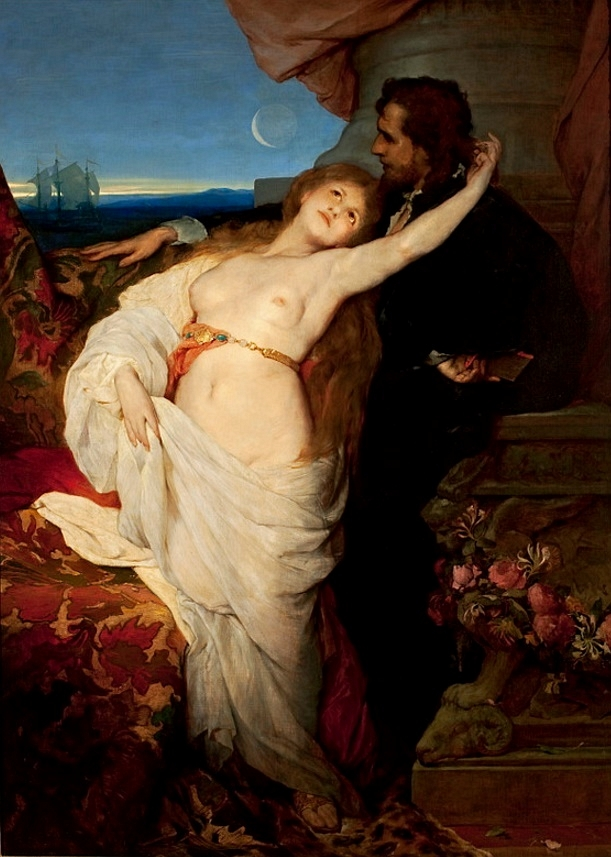
「タンホイザー」(c.1878)
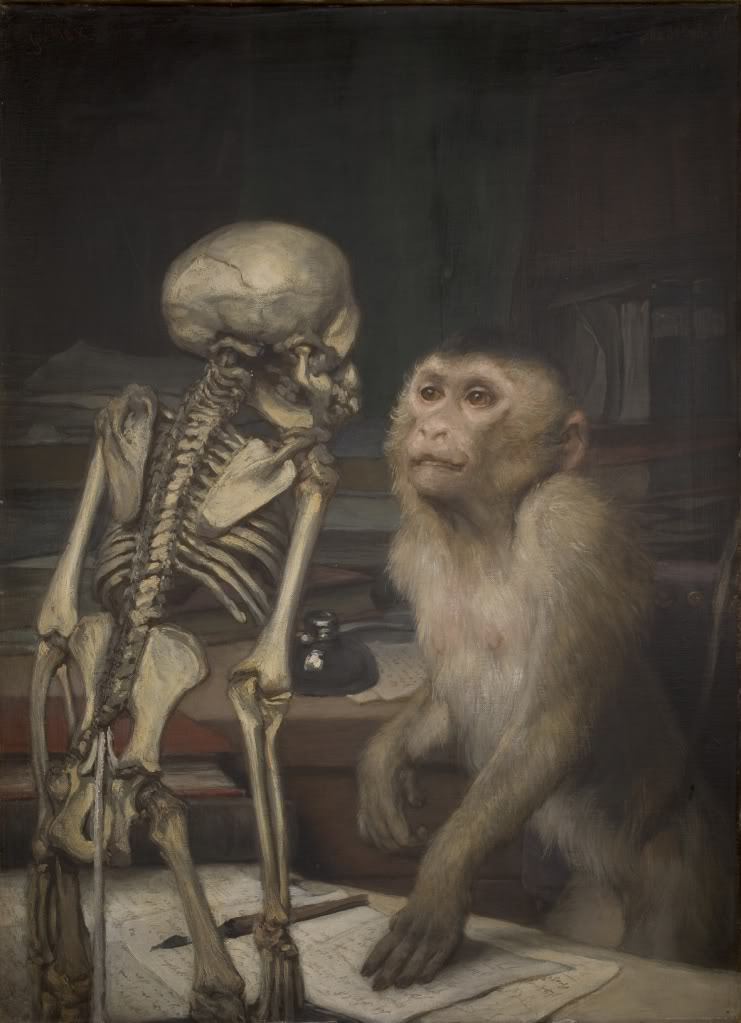
「サルと骨格標本」